# Teőke László
Teőke László (Budapest, 1937 –) építészmérnök.

## Szakmai tevékenysége
Jeles minősítésű diplomájának megvédése után belépett a Városépítési Tervező Vállalathoz (VÁTI), ahol folyamatosan dolgozott 2005-ig. Tervezői munkássága során mintegy 90 település településrendezési terveit készítette el, többféle műfajban. Munkáinak jelentős része a Balaton-környékéhez, Tatabánya térségéhez, illetve Gyöngyöshöz kötődnek. Jelentősebb munkái közé tartozik Békéscsaba, Oroszlány településcsoport, Szentes általános rendezési terve, Tatabánya településszerkezeti- és szabályozási tervei, továbbá balatoni települések rendezési és szabályozási tervei, amelyekben felelős tervezőként illetve vezető tervezőként dolgozott. 1961 és 1984 között 45 országos városrendezési pályázaton vett részt, melyek közül 25 díjazott, illetve megvételt nyert. Szakmai körökben elismert településrendezési tervező.

## Fontosabb munkái
- Békéscsaba általános rendezési terve
- Oroszlány településcsoport általános rendezési terve
- Szentes általános rendezési terve
- Tatabánya településszerkezeti- és szabályozási tervei